# Yakimochi
Yakimochi es literalmente mochi (o pastel de arroz machacado) a la parrilla o braseado. Tradicionalmente se prepara usando una pequeña parrilla de carbón, pero en época moderna se emplean parrillas a gas. Durante el otoño es tradicional comer yakimochi fresco con sake.

## Preparación
El yakimochi puede prepararse de varias formas:
- Isobemaki: yakimochi a la parrilla con salsa de soja envuelto en alga nori-
- Abekawa yakimochi: mochi braseado que se remoja en agua caliente y se cubre con una mezcla de azúcar y kinako, un tipo de polvo de judía.

- Datos: Q579671